# Levon
Levon è un brano scritto ed interpretato da Elton John; il testo è di Bernie Taupin. Proviene dall'album del 1971 Madman Across the Water.

## Il brano
Il titolo sembra riferirsi vagamente a Levon Helm, un membro dei The Band, e il testo di Taupin, decisamente ermetico, si ispira alle canzoni di questo gruppo di musicisti, avendo una sorta di trama cinematografica. Tuttavia, in un'intervista rilasciata nel 2013, Bernie Taupin ha smentito che il testo della canzone sia in alcun modo legato o ispirato a Levon Helm.
Presentando il brano durante un concerto registrato negli studi della televisione britannica BBC 2, Elton John raccontò: "La canzone parla di un ragazzino che ha piene le tasche di ciò che fa, e vorrebbe tanto andar via, ma non ci riesce". Nel brano spicca il pianoforte di Elton (soprattutto nell'introduzione) che va poi a fondersi con gli altri strumenti. Anche la batteria di Barry Morgan si fa ben sentire, e la voce di Elton John arriva a toccare note alte rispetto al solito. La parte finale è molto orchestrata, con in primo piano arrangiamenti d'archi d'ispirazione neoclassica, opera di Paul Buckmaster. La canzone, incisa il 27 febbraio 1971, uscì come singolo il 29 novembre del 1971 e raggiunse il 24º posto della classifica statunitense di Billboard. Ottenne inoltre un lusinghiero 6º posto nella classifica singoli canadese RPM100. Del brano sono state realizzate numerose cover, tra le altre quelle di Taylor Hicks, Jon Bon Jovi (contenuta nell'album tributo Two Rooms: Celebrating the Songs of Elton John & Bernie Taupin) e Billy Klippert.